# Marie Rosůlková
Marie Rosůlková (17. prosince 1901 Plzeň – 15. května 1993 Praha) byla česká herečka. V divadle hrála od svých 19 do 91 let.

## Životopis a umělecká kariéra
Pocházela ze živnostenské rodiny, její otec byl švec. V Plzni vystudovala obchodní akademii. Jako bankovní úřednice se soukromě školila u Marie Laudové.
Od roku 1921 hrála divadlo profesionálně v Plzni, Českých Budějovicích a v brněnském Zemském divadle (1931–1933). Od počátku hrála spíše role paniček a zkušených žen než mladých naivek (Frank Wedekind: Lulu, České Budějovice, 1924, role a roličky ve hrách Přednosta stanice, U snědeného krámu a mnoha dalších).
Krátce se objevila v souboru Divadla Vlasty Buriana a v letech 1934–1949 působila v Divadle na Vinohradech, od roku 1950 do roku 1982 stála na prknech Městských divadel pražských. Dostávala zde spíše charakterní role, jež tu a tam obohacovala svým sklonem k laskavé parodii (španělská královna Marie Luisa, Frank Tetauer: Don Manuel a Marie Luisa).
V roce 1960 vytvořila postavu italské matrony Filumeny Marturano ve stejnojmenné komedii Eduarda De Filipa. Ve stáří se dočkala i v divadle své vskutku životní role v postavě výstřední, především však laskavé a moudré tulačky Maude, hlavní postavy divácky úspěšné komedie Harold a Maude (1976).
První filmové role získala již koncem 30. let, ale největší popularitu jí přinesly až v 70. letech komediální role babiček a excentrických starších žen. V takovýchto rolích se uplatnila i v televizi. Nejznámější je její role babičky, autorky detektivek v seriálu Taková normální rodinka.
Připojila svůj podpis pod výzvu prokomunistické inteligence Kupředu, zpátky ni krok!, jež byla publikována dne 25. února 1948 na podporu komunistického převratu. V roce 1966 byla jmenována zasloužilou umělkyní.
Je pohřbena na Vyšehradském hřbitově, ve společném hrobě se svým bratrem Janem, teologem Josefem Zvěřinou, spirituálem Václavem Matějem Vlnařem a sestrami řádu sv. Voršily, ve zvláštním jihozápadním oddělení, určeném pro osoby duchovního stavu.

## Citát
| „                 | Když jsem nastoupil do angažmá v Městském divadle na Vinohradech, přijaly mne vlídně dvě herečky, od nichž jsem se vlastně nikdy neodloučil. Byly to Marie Rosůlková a Eva Svobodová… Marie Rosůlková – Mařenka nebo Meryčka, jak ji nazýváme, hrávala sice ženy, o jejichž přízeň muži bojovali, ale ve skutečnosti zůstala po celý život naivkou. Jako by kdysi (říká, že poslední narozeniny měla, když ji bylo třicet devět let) zastavila ručičky na hodinách. Jakmile slyším třeba jen z dálky její švitoření, vrací mne zpátky do doby, kdy jsem ji poznal. Protože ji nikdy nic nevyvedlo z míry, klouzala po laškovných vlnách života s úsměvem na rtech. | “ |
| — Svatopluk Beneš | |   |

## Divadelní role, výběr
- 1947 – William Shakespeare: Sen noci svatojánské, Hipolyta, královna Amazonek, Theseova nevěsta, Divadlo na Vinohradech, režie Jiří Frejka

## Filmografie
- 1937 – Poručík Alexander Rjepkin
- 1938 – Vzhůru nohama
- 1940 – Přítelkyně pana ministra
- 1940 – Píseň lásky
- 1940 – Panna
- 1941 – Gabriela
- 1949 – Soudný den
- 1958 – O věcech nadpřirozených
- 1964 – Máte doma lva?
- 1964 – Komedie s Klikou
- 1967 – Zločin lorda Savila
- 1967 – Klec pro dva
- 1968 – Spalovač mrtvol
- 1978 – Od zítřka nečaruji
- 1978 – O statečné princezně Janě (TV pohádka)
- 1977 – Hop – a je tu lidoop
- 1977 – Jablíčko se dokoulelo
- 1977 – Já to tedy beru, šéfe…!
- 1977 – Nemocnice na kraji města
- 1977 – Talíře nad Velkým Malíkovem
- 1977 – Uloupený smích (TV)
- 1977 – Zítra vstanu a opařím se čajem
- 1976 – Léto s kovbojem
- 1975 – Malá mořská víla
- 1971 – Petrolejové lampy
- 1972 – Šest medvědů s Cibulkou
- 1972 – Slečna Golem
- 1974 – Holky z porcelánu – role: důchodkyně Janinka
- 1971 – Touha Sherlocka Holmese
- 1970 – Čtyři vraždy stačí, drahoušku
- 1970 – Honba za filmovým námětem (TV)
- 1969 – Charleyova teta (TV)
- 1979 – Theodor Chindler
- 1980 – Jak napálit advokáta
- 1981 – Konečná stanice
- 1982 – Odchod bez řádů
- 1984 – Všichni musí být v pyžamu
- 1984 – Oči pro pláč
- 1986 – Není sirotek jako sirotek
- 1986 – Můj hříšný muž
- 1987 – Paví pírko
- 1988 – Nefňukej, veverko!
- 1988 – Veverka a kouzelná mušle

## Televize
- 1965 – Kupon (TV inscenace povídky) – role: paní generálová
- 1966 – Čertouská poudačka (TV pohádka) – role: purkmistrová
- 1967 – Láska jako trám (TV inscenace)
- 1967 – Zločin a trik II. (TV inscenace)
- 1968 – Křesadlo (TV pohádka)
- 1971 – Taková normální rodinka (TV seriál) – role: babička
- 1973 – Zlatovláska (TV filmová pohádka) – role: babička s hadem
- 1974 – Byl jednou jeden dům (TV seriál)
- 1975 – Nebezpečí smyku (TV seriál) – role: kamarádova babička
- 1975 – Recepty doktora Kudrny (TV komedie)
- 1984 – Létající Čestmír (TV seriál)
- 1984 – Zločin v obrazárně (TV inscenace)
- 1984 – Barrandovské nocturno aneb Jak film zpíval a tančil
- 1984 – Bambinot (TV seriál) – role: Billiánová
- 1986 – Sardinky aneb Život jedné rodinky (TV seriál)
- 1986 – Tichá domácnost (TV komedie) – role: Purmová
- 1987 – Křeček v noční košili (TV seriál)
- 1988 -  Ať přiletí čáp, královno! (TV filmová pohádka)
- 1989 – Utopím si ho sám (TV inscenace)